# OH MY GOD!
「OH MY GOD!」（オー・マイ・ゴッド）は久松史奈の3rdシングル。

## 内容
前作「FOR MY FRIENDS」に続き、オリコンTOP100位入りした。
TOM★CATが事務所を離れてから発表した自主制作盤からのカバー。

## 収録曲
1. OH MY GOD!
作詞・作曲：TOM　編曲：村上啓介
2. そっと I THINK SO
作詞：久松史奈　作曲・編曲：安田信二